# Dollaro sierraleonese
Il dollaro fu una valuta emessa in Sierra Leone tra il 1791 e il 1805. Era suddiviso in 100 cent e fu emesso dalla Sierra Leone Company. Il dollaro aveva un rapporto fisso di cambio con la sterlina con un rapporto di 1 dollaro = 4 shilling e 2 penny.

## Monete
Nel 1791 furono emesse monete nei valori di 1, 10, 20, 50 cent, 1 penny e 1 dollaro. Le monete da 1 cent e 1 penny furono coniate in bronzo, le rimanenti in argento. Tutte le monete mostravano un leone al dritto e al rovescio due mani che si stringono, una bianca e l'altra nera.